# Fulgora laternaria
Fulgora laternaria és una espècie d'insecte hemípter del subordre Auchenorrhyncha que habita en boscos humits tropicals a Mèxic, Amèrica Central i Amèrica del Sud. S'alimenta de saba de determinades plantes.

## Descripció
Mesura de 85 a 90 mm de llarg. Es caracteritza per la forma del seu cap bombat i de 23 a 24 mm de llarg, amb aspecte de cacauet i falsos ulls per semblar-se a un llangardaix. Presenta abundants taques de colors groc, ataronjat, castanyer, gris, negre i blanc i grans ulls falsos en les dues ales posteriors. En estendre's, les ales anteriors aconsegueixen 10 a 15 cm.

## Mites
En l'humor popular se suposa que un home picat per aquest insecte solament pot salvar la seva vida si té relacions sexuals amb una dona abans de 24 hores. També es creu que aquest insecte brilla a la foscor.

## Dades curioses
Quan és atacat es defensa deixant anar una substància d'olor desagradable. A vegades repica amb el cap contra el tronc d'algun arbre. Quan se sent atacada en les ales té uns ulls dibuixats i els desplega per fer-se veure mes gran.

## Vídeos
- Fulgora laternaria caminant
- Video amb unes quantes fotos de la Fulgora laternaria
- Fulgora laternaria en un pal